# ویسلو
ویسلو (به مجاری:  Viszló) یک منطقهٔ مسکونی در مجارستان است که در ناحیه ادلنی واقع شده‌است. ویسلو ۱۱٫۱۰ کیلومتر مربع مساحت و ۷۲ نفر جمعیت دارد.